# Hannelore Schmidt (Badminton)
Hannelore Schmidt (* 9. Juli 1927, verheiratete Hannelore Wolfertz; † 30. Oktober 2019) war eine deutsche Badmintonspielerin aus Solingen.

## Leben
Sie gehörte zu den Pionieren des Badmintonsports in der Bundesrepublik Deutschland und war eine der herausragenden Persönlichkeiten in dieser Sportart in den 1950er Jahren. Gleich bei den ersten deutschen Titelkämpfen 1953 wurde sie Meisterin im gemischten Doppel mit Heinz Koch und Vizemeisterin im Dameneinzel. In den folgenden sieben Jahren gewann sie alle Titel in der letztgenannten Disziplin. Sie war ebenfalls Spielerin der deutschen Badmintonnationalmannschaft.

## Nationale Erfolge
| Veranstaltung                     | Saison    | Disziplin   | Platz | Name |
| --------------------------------- | --------- | ----------- | ----- | --- |
| Deutsche Einzelmeisterschaft      | 1952/1953 | Dameneinzel | 2     | Hannelore Schmidt (STC Blau-Weiß Solingen)                                                                        |
| Deutsche Einzelmeisterschaft      | 1952/1953 | Mixed       | 1     | Heinz Koch / Hannelore Schmidt (STC Blau-Weiß Solingen)                                                           |
| Deutsche Einzelmeisterschaft      | 1953/1954 | Dameneinzel | 1     | Hannelore Schmidt (STC Blau-Weiß Solingen)                                                                        |
| Deutsche Einzelmeisterschaft      | 1953/1954 | Mixed       | 3     | Heinz Koch / Hannelore Schmidt (STC Blau Weiß Solingen)                                                           |
| Deutsche Einzelmeisterschaft      | 1954/1955 | Mixed       | 3     | Heinz Koch / Hannelore Schmidt (STC Blau-Weiß Solingen)                                                           |
| Deutsche Einzelmeisterschaft      | 1954/1955 | Dameneinzel | 1     | Hannelore Schmidt (STC Blau-Weiß Solingen)                                                                        |
| Deutsche Einzelmeisterschaft      | 1955/1956 | Dameneinzel | 1     | Hannelore Schmidt (STC Blau-Weiß Solingen)                                                                        |
| Deutsche Einzelmeisterschaft      | 1955/1956 | Mixed       | 1     | Heinz Koch / Hannelore Schmidt (STC Blau Weiß Solingen)                                                           |
| Deutsche Einzelmeisterschaft      | 1955/1956 | Damendoppel | 1     | Gisela Ellermann / Hannelore Schmidt (Blau-Weiß Solingen)                                                         |
| Deutsche Einzelmeisterschaft      | 1956/1957 | Dameneinzel | 1     | Hannelore Schmidt (STC Blau-Weiß Solingen)                                                                        |
| Deutsche Einzelmeisterschaft      | 1956/1957 | Damendoppel | 1     | Gisela Ellermann / Hannelore Schmidt (STC Blau-Weiß Solingen)                                                     |
| Deutsche Einzelmeisterschaft      | 1956/1957 | Mixed       | 3     | Heinz Koch / Hannelore Schmidt (STC Blau Weiß Solingen)                                                           |
| Deutsche Einzelmeisterschaft      | 1957/1958 | Damendoppel | 1     | Gisela Ellermann / Hannelore Schmidt (STC Blau-Weiß Solingen)                                                     |
| Deutsche Einzelmeisterschaft      | 1957/1958 | Mixed       | 1     | Heinz Koch / Hannelore Schmidt (STC Blau-Weiß Solingen)                                                           |
| Deutsche Mannschaftsmeisterschaft | 1957/1958 | Mannschaft  | 1     | STC Blau-Weiß Solingen (Heinz Koch, Kurt Veller, Erich Rakowski, Walter Ern, Hannelore Schmidt, Gisela Ellermann) |
| Deutsche Einzelmeisterschaft      | 1957/1958 | Dameneinzel | 1     | Hannelore Schmidt (STC Blau-Weiß Solingen)                                                                        |
| Deutsche Einzelmeisterschaft      | 1958/1959 | Dameneinzel | 1     | Hannelore Schmidt (STC Blau-Weiß Solingen)                                                                        |
| Deutsche Einzelmeisterschaft      | 1958/1959 | Mixed       | 3     | Heinz Koch / Hannelore Schmidt (STC Blau-Weiß Solingen)                                                           |
| Deutsche Einzelmeisterschaft      | 1958/1959 | Damendoppel | 2     | Gisela Ellermann / Hannelore Schmidt (STC Blau-Weiß Solingen)                                                     |
| Deutsche Einzelmeisterschaft      | 1959/1960 | Dameneinzel | 1     | Hannelore Schmidt (STC Blau-Weiß Solingen)                                                                        |
| Deutsche Einzelmeisterschaft      | 1959/1960 | Damendoppel | 3     | Gisela Ellermann / Hannelore Schmidt (STC Blau-Weiß Solingen)                                                     |
| Deutsche Einzelmeisterschaft      | 1960/1961 | Damendoppel | 2     | Hannelore Schmidt / Irmgard Latz (STC Blau-Weiß Solingen / Krefelder BC)                                          |
| Deutsche Einzelmeisterschaft      | 1961/1962 | Damendoppel | 1     | Hannelore Schmidt / Irmgard Latz (STC Blau-Weiß Solingen / Krefelder BC)                                          |
| Deutsche Einzelmeisterschaft      | 1963/1964 | Damendoppel | 3     | Hannelore Wolfertz / Irmgard Latz (STC Blau-Weiß Solingen / Krefelder BC)                                         |